# Divize A 1984/1985
V soubojích 20. ročníku České divize A 1984/85 se utkalo 16 týmů dvoukolovým systémem podzim – jaro. Tento ročník začal v srpnu 1984 a skončil v červnu 1985.

## Nové týmy v sezoně 1984/85
Z 2. ligy – sk. A 1983/84 sestoupilo do Divize A mužstvo TJ Spartak Pelhřimov. Z krajských přeborů ročníku 1983/84 postoupila vítězná mužstva TJ Dynamo České Budějovice "B" ze Jihočeského krajského přeboru a TJ Sokol Svéradice ze Západočeského krajského přeboru. Také sem bylo přeřazeno mužstvo TJ Montáže Praha z Divize C. Navíc sem byly zařazeny juniorské týmy prvoligových týmů TJ Bohemians ČKD Praha a TJ Slavia IPS Praha.

## Výsledná tabulka
| Poř. | Tým                            | Z  | V  | R  | P  | VG | OG | B  |
| ---- | ------------------------------ | -- | -- | -- | -- | -- | -- | -- |
| 1.   | TJ ČSAD Benešov                | 30 | 18 | 6  | 6  | 72 | 31 | 42 |
| 2.   | TJ Sokol Svéradice             | 30 | 13 | 8  | 9  | 42 | 33 | 34 |
| 3.   | TJ Bohemians ČKD Praha junioři | 30 | 12 | 10 | 8  | 39 | 30 | 34 |
| 4.   | TJ Rudá hvězda Okula Nýrsko    | 30 | 12 | 10 | 8  | 47 | 44 | 34 |
| 5.   | TJ Spartak Pelhřimov           | 30 | 13 | 7  | 10 | 57 | 41 | 33 |
| 6.   | TJ Slavia IPS Praha junioři    | 30 | 12 | 8  | 10 | 48 | 31 | 32 |
| 7.   | VTJ Písek                      | 30 | 12 | 7  | 11 | 40 | 32 | 31 |
| 8.   | TJ Tatran Prachatice           | 30 | 11 | 9  | 10 | 36 | 42 | 31 |
| 9.   | TJ Spartak Hořovice            | 30 | 8  | 14 | 8  | 40 | 42 | 30 |
| 10.  | TJ Montáže Praha               | 30 | 10 | 10 | 10 | 30 | 36 | 30 |
| 11.  | TJ VS Tábor                    | 30 | 10 | 9  | 11 | 43 | 48 | 29 |
| 12.  | TJ Lokomotiva Plzeň            | 30 | 7  | 12 | 11 | 35 | 40 | 26 |
| 13.  | TJ ZVVZ Milevsko               | 30 | 8  | 10 | 12 | 39 | 53 | 26 |
| 14.  | TJ ČZ Strakonice               | 30 | 9  | 6  | 15 | 34 | 61 | 24 |
| 15.  | TJ Dynamo České Budějovice "B" | 30 | 8  | 7  | 15 | 34 | 45 | 23 |
| 16.  | TJ JČDZ Vodňany                | 30 | 7  | 7  | 16 | 35 | 60 | 21 |

Poznámky:
- Z = Odehrané zápasy; V = Vítězství; R = Remízy; P = Prohry; VG = Vstřelené góly; OG = Obdržené góly; B = Body

|  | Postup do 3. ligy – sk. A 1985/86                |
|  | Sestup do příslušného oblastního přeboru 1985/86 |